# Estación de Aguilar de la Frontera
Aguilar de la Frontera es una estación ferroviaria situada en el municipio español de Aguilar de la Frontera, en la provincia de Córdoba, comunidad autónoma de Andalucía. En la actualidad las instalaciones no cuentan con servicios de pasajeros. 

## Situación ferroviaria
La estación se encuentra en el punto kilométrico 55,8 de la línea férrea 430 de la red ferroviaria española que une Córdoba con Málaga, a 267 metros de altitud entre las estaciones de Montilla y de Puente Genil. El tramo es de vía única y está electrificado. 

## Historia
La estación fue puesta en servicio el 15 de agosto de 1865 con la apertura del tramo Córdoba-Álora de la línea que pretendía unir Córdoba con Málaga. Las obras corrieron a cargo de la Compañía del Ferrocarril de Córdoba a Málaga que se constituyó con este propósito en 1861. Sin embargo su gestión, debido a los malos resultados económicos no duró mucho y la compañía acabó integrándose en 1877 en la Compañía de los Ferrocarriles Andaluces.
En 1941, con la nacionalización de la totalidad de la red ferroviaria española la estación pasó a ser gestionada por RENFE. Desde el 31 de diciembre de 2004 Renfe Operadora explota la línea mientras que Adif es la titular de las instalaciones ferroviarias.

## Servicios ferroviarios
Actualmente no cuenta con ningún servicio de viajeros la línea convencional Córdoba-Málaga entre Córdoba y Fuente de Piedra, quedando esta línea reservada para trenes de mercancías